# ニードルレース

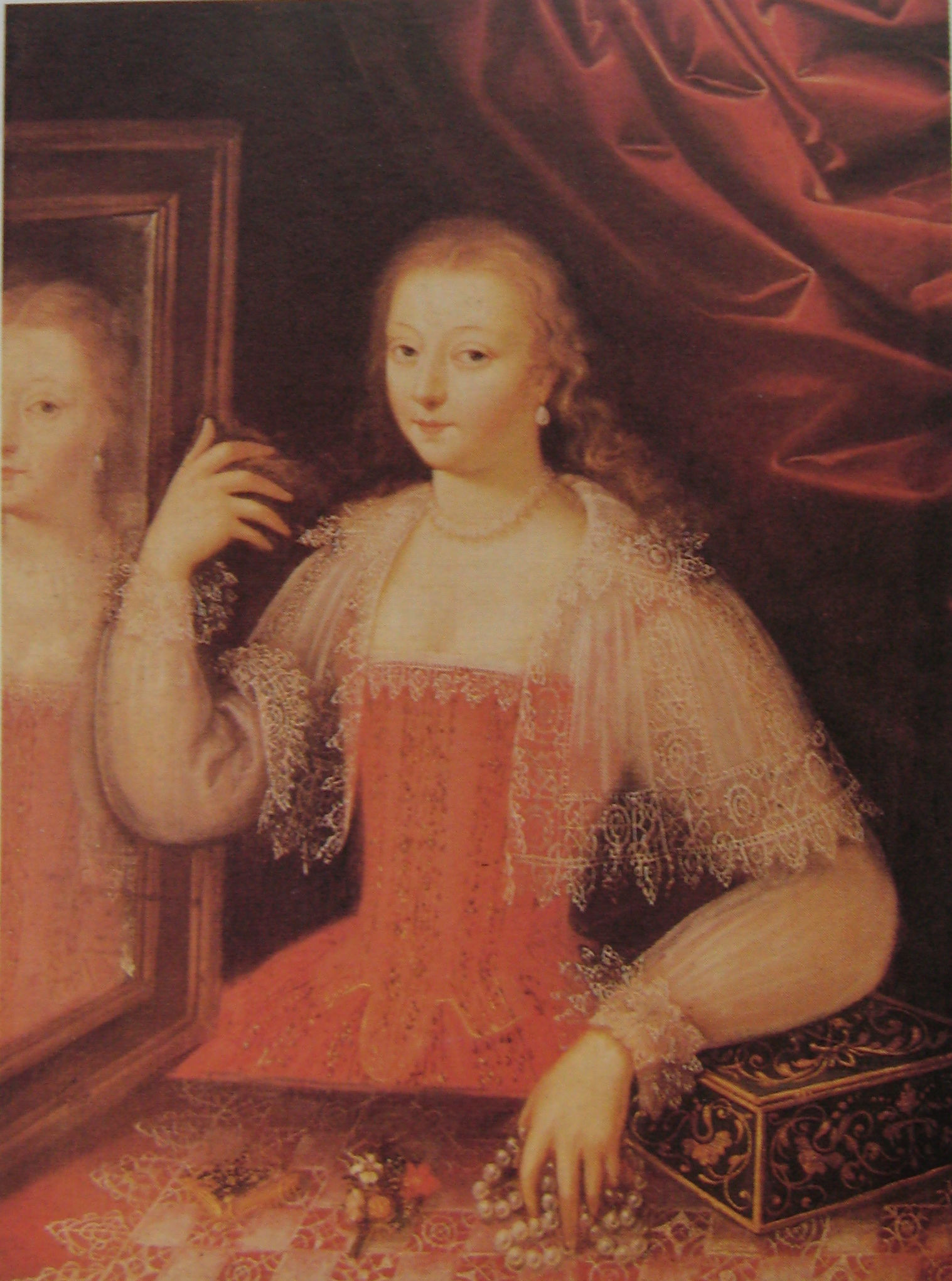
化粧する女化粧着にはレティセラとプント・イン・アリアの縁飾りが、テーブルクロスには四角いレティセラと刺繍したトワルが組み合わされている
プント・イン・アリアはニードルレースであり、レティセラとトワルは布地に刺繍を施したものである (1600年頃作画)

ニードルレースとは、針を用いて糸だけで作られたレースのことをさす。ニードルポイントレースともいうが、広義には布地に刺繍して作成されるレース（刺繍レース）も「ニードルポイントレース」であるため、糸だけで作るものを区別する為に、これをニードルレースと呼ぶ。

## 現存するレースの種類

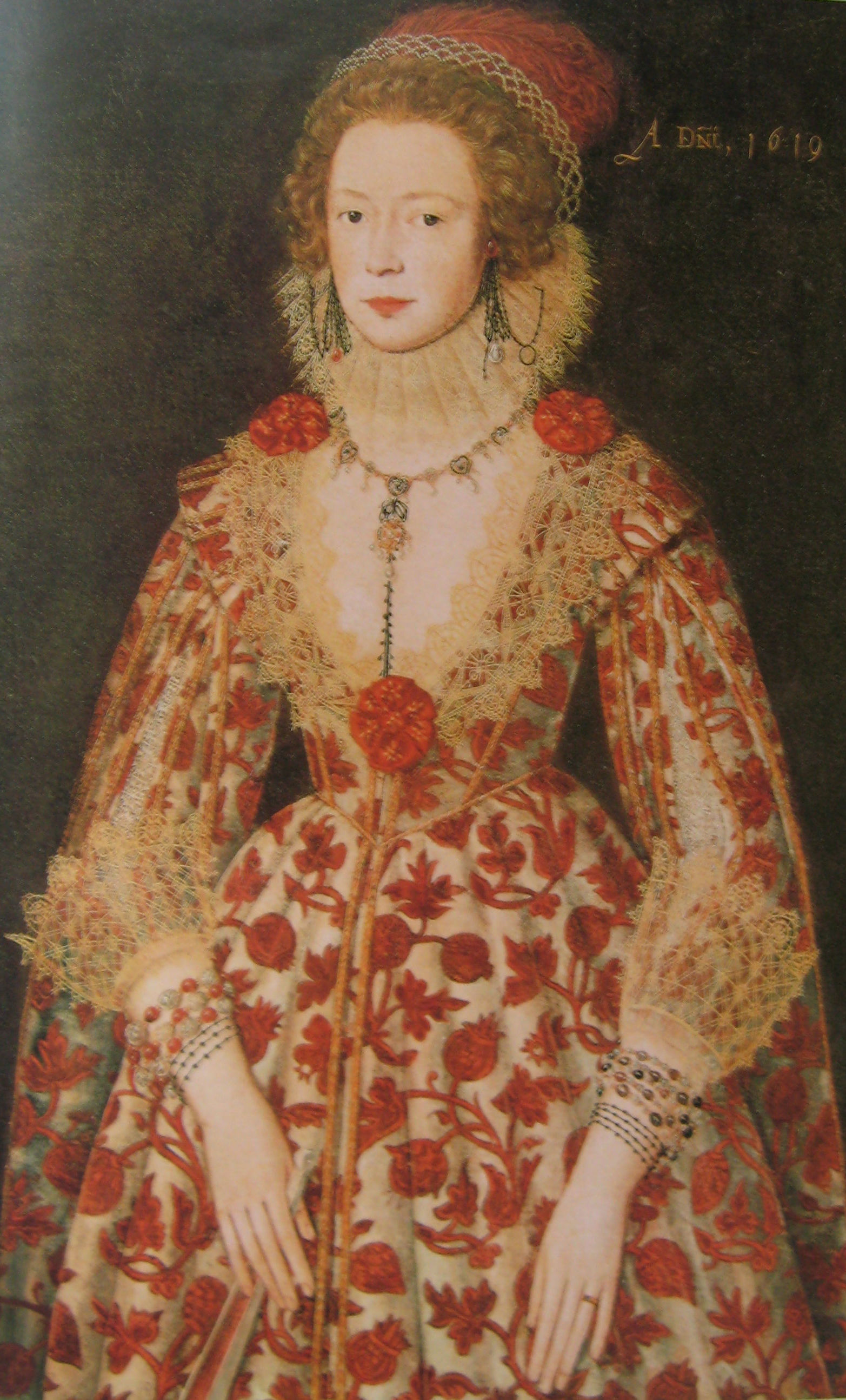
若い女性の肖像。フレーズとショールカラーは金糸のボビンレース。袖のスリットにはレティセラのバンドをつけている。16世紀から17世紀前半までのレースは幾何学的模様であった (1619年頃作画)

15世紀から16世紀頃に隆盛したドロンワーク (drawn threadwork) 、カットワーク (cutwork) 、レティセラ (reticella) は、ニードルポイント (布地に刺繍したもの) であるため、ニードル・ポイント・レースとよばれるが、厳密にはニードルレースには含めない。以下、ニードルレースの主な種類を挙げる。
プント・イン・アリア (punto in aria) (1620年頃から1650年頃)
イタリア語で「空中ステッチ」の意味。生地なしで糸だけで作られた、最初の正規のニードルレースである。幾何学模様を特徴とする。
ポワン・プラ・ド・ヴニーズ (point plate de Venise) (1630年頃から1650年頃)
完全に幾何学模様ではないニードルレース。グロ・ポワン・ド・ヴニーズとは異なり、模様に浮き上がった部分がない。
グロ・ポワン・ド・ヴニーズ (gros point de Venise) (1650年頃から1670年頃)
彫刻的な美しい外観をもち、男子服に良く似合う重厚なニードルレース。50本の糸の束をモチーフの輪郭につけ、モチーフはピコットステッチのブリッドで自由につながれた。
ポワン・ア・ラ・ローズ (point à la rose)
グロ・ポワン・ド・ヴニーズに似ているがブロッドが非常に細かい。モチーフは非常に小さいポワン・プラ・ド・ヴニーズの変形。19世紀になってからこの名称が使われるようになり、17世紀レースのテキストで用いられる。
ポワン・ド・フランス (point de Français) (1670年頃から1690年頃)
単純で幻想的なモチーフであり、六角形の網目はボタンホールとピコットが特徴である。
ポワン・ド・ネージュ (point de neige) (1680年頃以降)
厳密なブロッドがなく、ピコットの集積と極小のモチーフを特徴とする。ボビンレースのポワン・ド・ネージュとは異なる。ヴェネツィアで考案された最後のニードルレースである。
アランソン・レース (Alençon lace ,point d'Alençon) (1700年頃以降)
地模様が単純な網目であり、モチーフはボビンレースに酷似している。
アルジャンタン・レース (Argentan lace ,point d'Argentan) (1730年頃以降)
アランソン・レースのデザインより目の詰んだものが多いが、1750年以降区別できなくなる。
ポワン・ド・スダン (point d'Sedan) (1740年頃以降)
1740年頃まではポワン・ド・フランスと同じ地模様であったが、アランソン・レースと同じ特徴をみせるようになる。非常に豊富な大きなモチーフを特徴とする。インドやペルシャの影響が見られる。
ポワン・ド・ガーズ (point de gaze)
技法はアランソン・レースに似ている。しばしばボビンレースに結合して使われ、大きなデザインの大きな作品となった。

## 起源と歴史

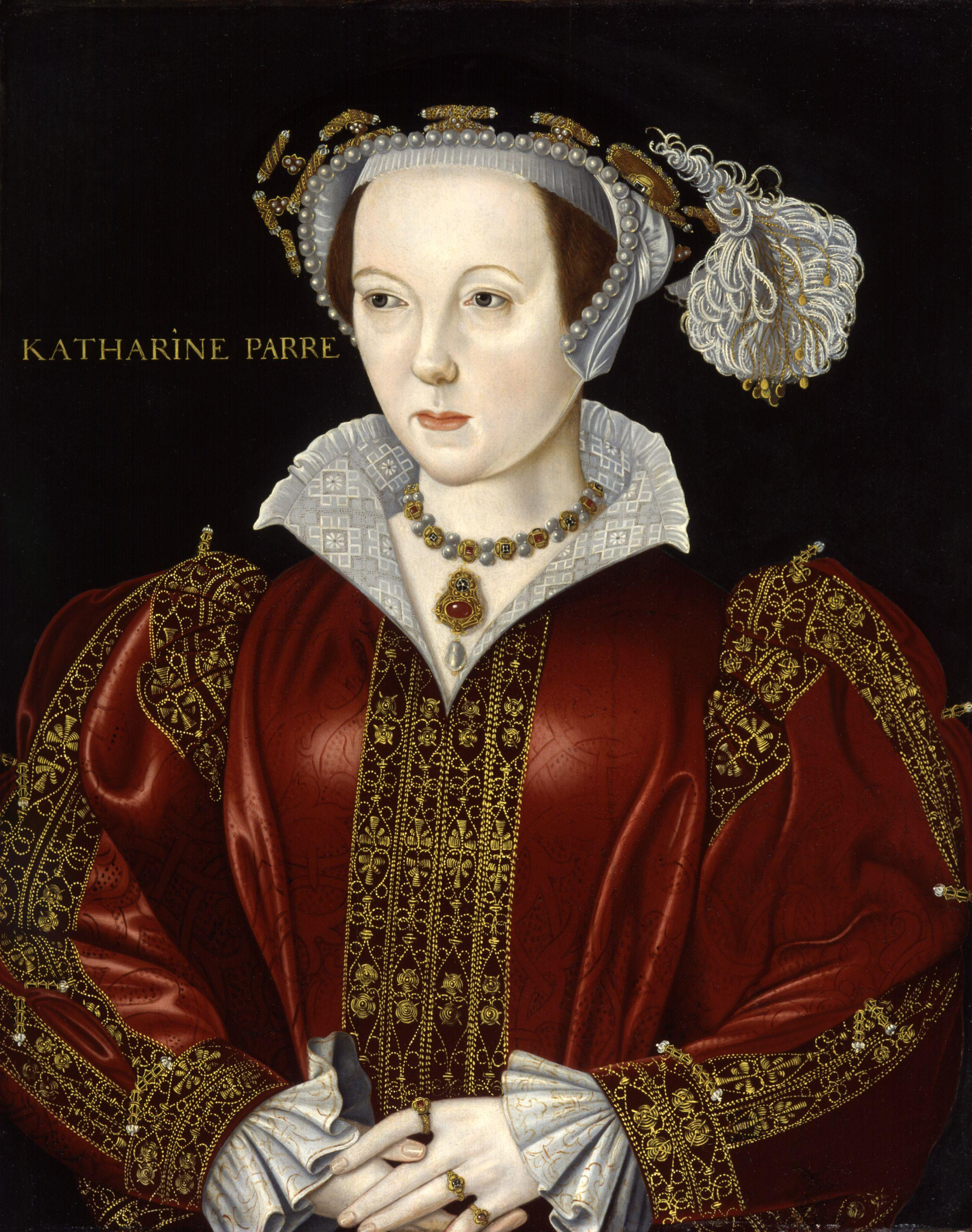
キャサリン・パー (1512-1548)

15世紀イタリアのドロンワーク、16世紀イタリアのカットワーク (レティセラ) が起源とされている。
ドロンワークとは生地の糸を抜いて、刺繍の技法で碁盤縞の生地を作り、模様を描く方法である。最初から生地に間を開け四角の目を作り、刺繍で模様を描くプラトーレースも作られていた。主に棚飾りなどインテリア用のレースであった。
カットワークとは1540年代にはヴェネツィアの刺繍師たちにより発明されたレースであり、生地をはさみで切り抜き、細かい刺繍を施す方法で作成された。高貴な人々の身を飾った最初のレースであり、ヘンリー8世の6番目の妃キャサリン・パーの1545年の肖像画に描かれている。
レティセラはカットワークの一種であり、1560年頃から1620年頃にかけて、ヨーロッパ中の高貴な人々の身を飾り肖像画に描かれたレースである。当時大変高価なものであったため、ボビンレースでも同時代に似たものが作成されている。
プント・イン・アリアは1620年頃から1650年頃にかけて作られ、最高クラスの技術と美しさをもっていたが、このレースがトップ・ファッションとして王族達の身を飾ることはなかった。

若いイタリアの貴族。グロ・ポワン・ド・ヴニーズのラバ。ジャケットは黒いボビンレースで縁取られている (1670年頃作画)

1650年頃から1670年頃までは、グロ・ポワン・ド・ヴニーズが流行を支配した。バロック様式から、形態の肉付け、遠近法、リズミカルな力強さを、東洋から植物装飾のテーマの繰り返しを取り入れ、それまでのレースの静的な印象とは程遠い、動きのある効果を生み出した。
これらのレースの輸入額は莫大なものであり、ヴェネツィアでしか手に入らなかった。当時のフランスのレース産業は大規模なものであったが、はっきりとしたスタイルを持たず、通商上もフランドルやイタリアに遅れをとっていた。ルイ14世の通商大蔵大臣であるジャン＝バティスト・コルベールが何度禁止令を発令しようと、それを無視してレースを身につけるものがあとを絶たなかった。コルベールは組織力や改革力を発揮し、一定数の都市に「王立レース制作所」を設置し、コルベールが選んだ行政官に補助金を交付するよう、1665年8月5日に王の署名のある宣言を交付した。「王立レース制作所」はグロ・ポワン・ド・ヴニーズの模造品を作る為に努力し成果をあげた。1660年から1670年頃の、フランスのニードルレースは、ヴェネツィアのレースを見分けることは難しい。

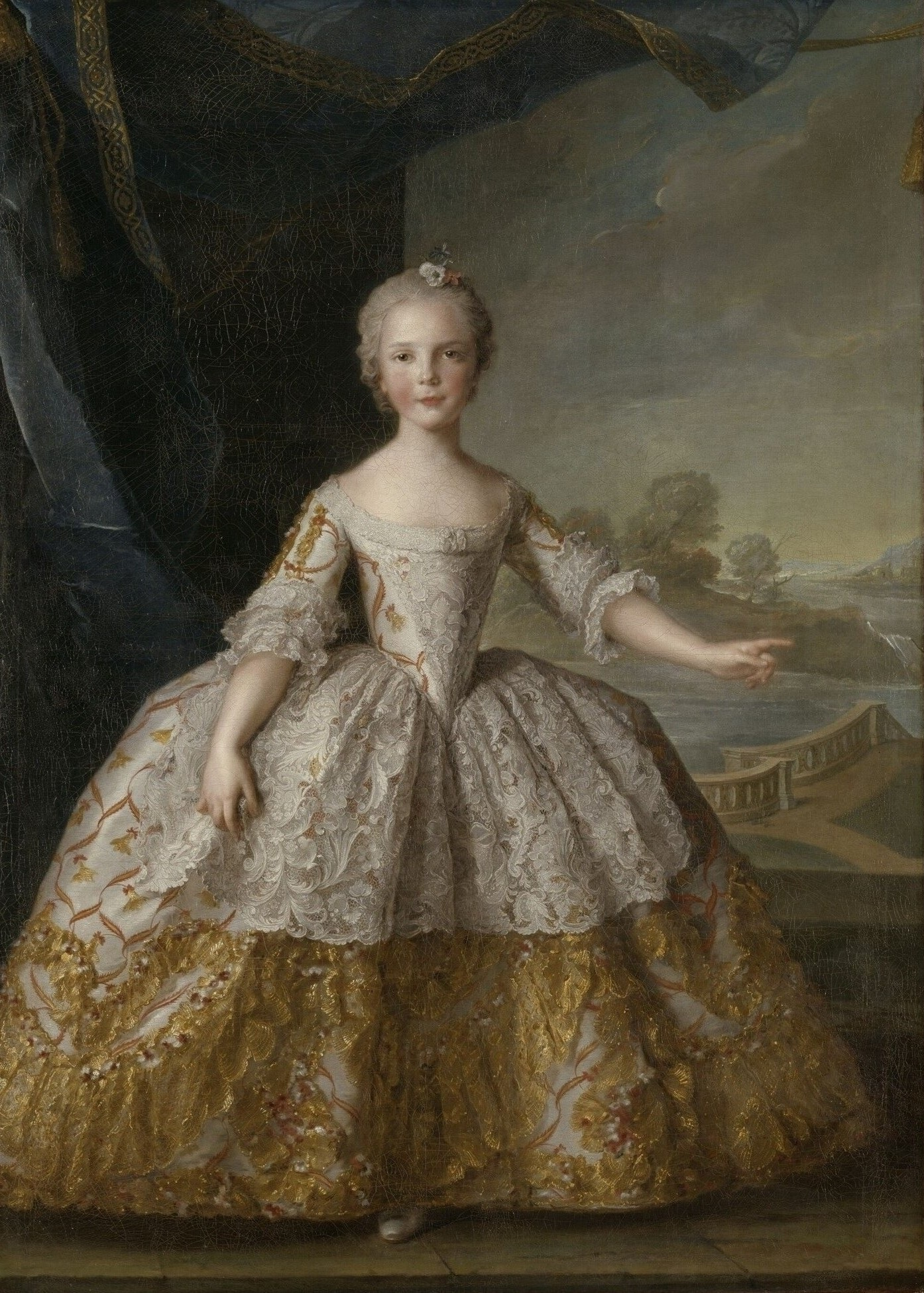
8歳のパルマ公女イザベラ（部分）。大きな縁飾りから切り取られたポワン・ド・フランスの胸当てとタブリエ。この時代レースは何度も作り変えて使われた (1749年頃作画)

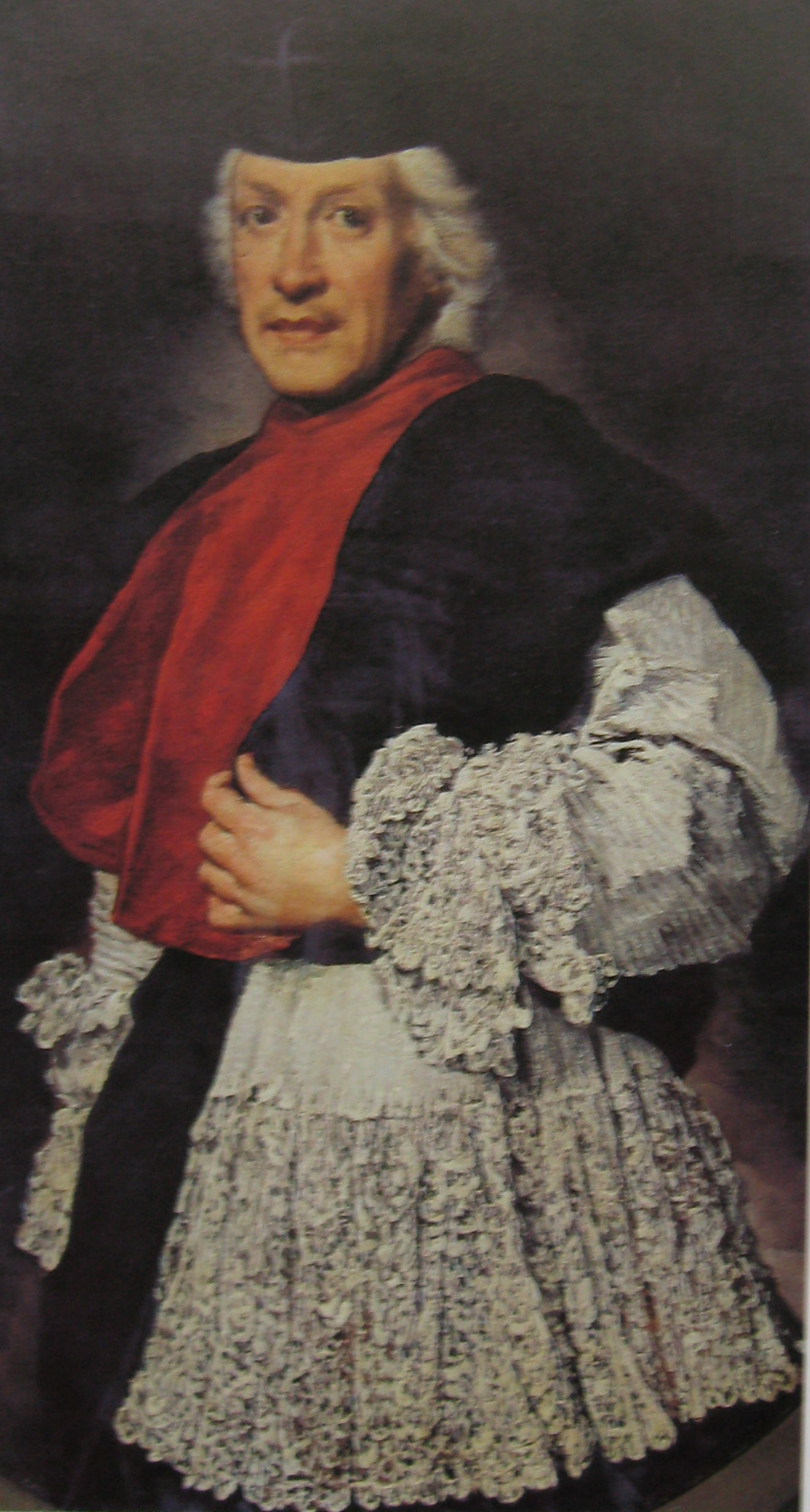
若い大司教 (部分) 。祭服の裾とカフスはポワン・ド・ネージュで縁取られている。この絵は1720年に描かれておりすばらしいレースが長期間保存されたことを示す証拠である

1670年頃から1690年頃は、ポワン・ド・フランスとして認められる作品を作られるようになり、フランス王立製作所が市場支配を確立した。装飾要素を強調する技法を守りながら、ヴェネツィアのグロ・ポワン・ド・ヴニーズのレリーフを取り除き、周辺にピコット装飾し、六角形の大きな網目模様で整然としたザインで構成された。
1680年頃登場した、ポワン・ド・ネージュはヴェネツィアで創作された最後のレースである。ピコットのある輪郭に、非常に小さいモチーフをつけて特色を出した。レースのもつ雪のような印象から名前がついた。
1700年頃より、流行が変わりよりしなやかな、軽いレースが好まれ、アランソン・レースが登場した。単純な網目と変わり編み目、糸の束をボタンホールステッチでかがったブロッドを特徴とする。アランソンの隣のアルジャンタンでも1730年から1750年頃には目の詰まったアルジャンタン・レースが作られたが、1750年以降に両者は区別できなくなった。
ポワン・ド・スダンはアランソン・レースと似た技法であるが、大きな模様の豊富なモチーフを特徴とする様式が特別であった。モチーフの輪郭は全部はかがらず、最も効果のあるところにのみブロッドを配置した。
1770年頃より、社会的・思想的変化による服飾流行の変化がレース需要を減少させ、レース産業に大きな影響を及ぼした。レースが下着に使われ、人目に触れることが少なくなり、装飾や作り方にあまり手をかけず、退屈な連続模様の幅の狭いものとなった。
フランス革命の大動乱ののち、革命政府やナポレオン1世がレース産業を奨励したが、上得意を失ったこと、安価なボビンレースの流行により、本格的なレースが作られなくなった。
1812年頃、機械によるチュールレースが登場し、機械チュールにニードルレースをアップリケする方法となった。
ポワン・ド・ガーズはアランソン・レースの模造品であり、ブリュッセル特有のものであったが、ノルマンディーでも作られるようになった。全てニードルレースで作る非常に高価なレースであった。舞踏会や結婚式の扇面として使われた。
1870年第二帝政が崩壊し、フランスでは経済的、社会的に苦難の時代となった。近隣全ての国々で、レース産業のような贅沢産業は深刻な打撃をこうむった。
19世紀末以降はレース産業は機械レースと同義語となり、肉眼的には見分けのつかないものとなった。機械レースはどのようなレースも巧みに模造することが可能であった。手工芸のレースは芸術品であり、古いレースは美術館の収蔵品となり、個人の蒐集品となるものもあった。
20世紀以降レースは殆ど機械レースであり、例外として植民地において手工芸のレースが生産された。
第二次世界大戦によりヨーロッパの手工芸のレースは殆ど絶え、レースを作っている数少ない人は、自分用や楽しみのために作っているのみである。

## 服飾流行と歴史

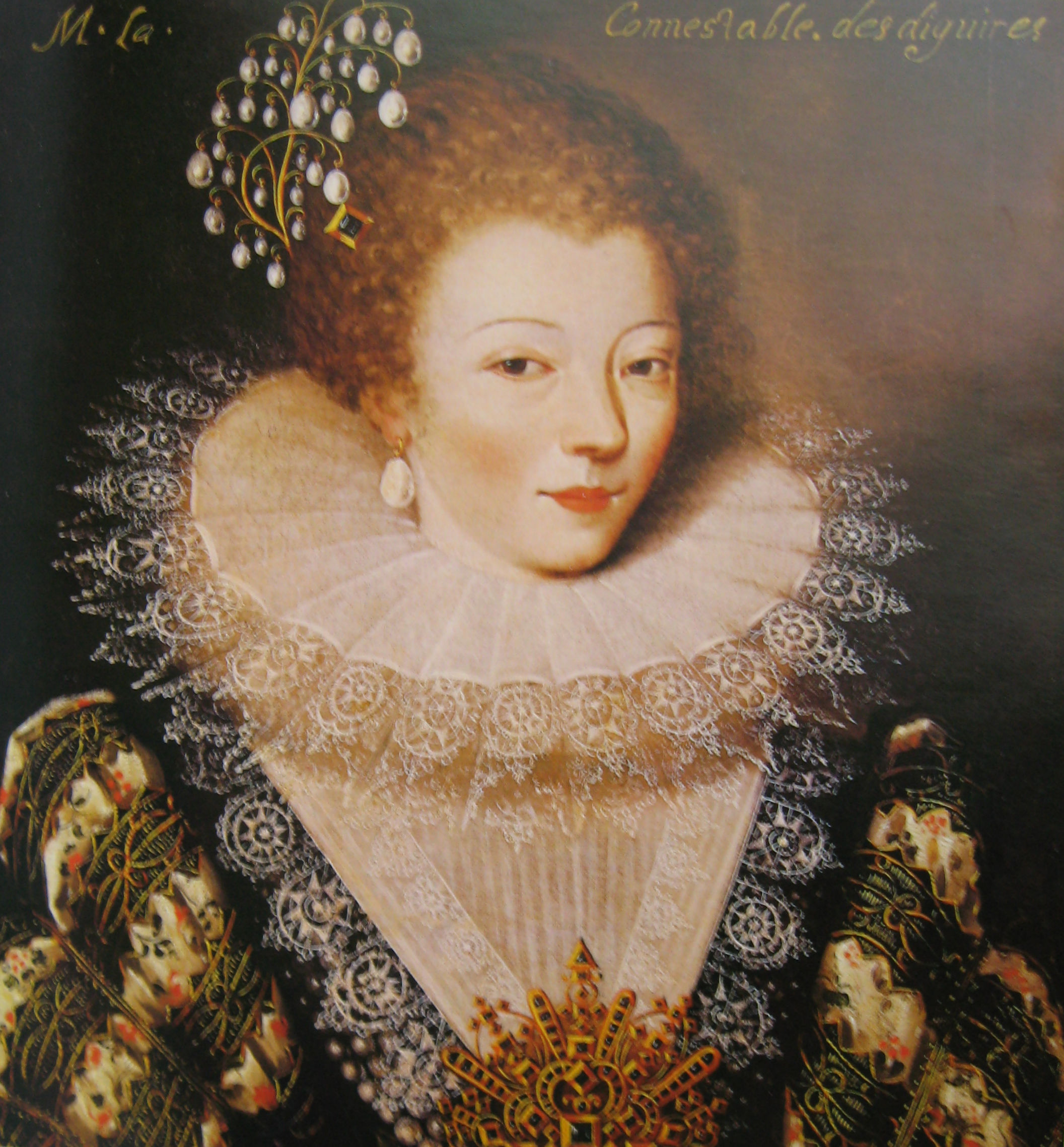
イギュイール元帥夫人。フレーズとコルサージュはプント・イン・アリアで飾られている。星とバラ模様は伝統的なデザイン (1600-1620年頃作画)

### 15世紀以前
15世紀までは実用的で装飾のないものであった。

### 16世紀から17世紀初頭まで
16世紀初頭まで（おそらく1520年代半ば）以降、17世紀初めまでは、生地の透かしを多くした刺繍やネットに刺繍を施し、室内装飾として重要な役割を果たした。
1580年頃、レースで縁取ったフレーズ（円形の襞襟）が流行し、ヨーロッパの貴族や商人市民階級に流行した。
唯一の例外として、ヴェネツィアでは肩の上に立てた扇形の大きな衿を愛用し、フレーズより価値があるとされた。
フィレンツェでは逆に首を取り巻くもの好まれ、後に前が開いた半フレーズとなった。

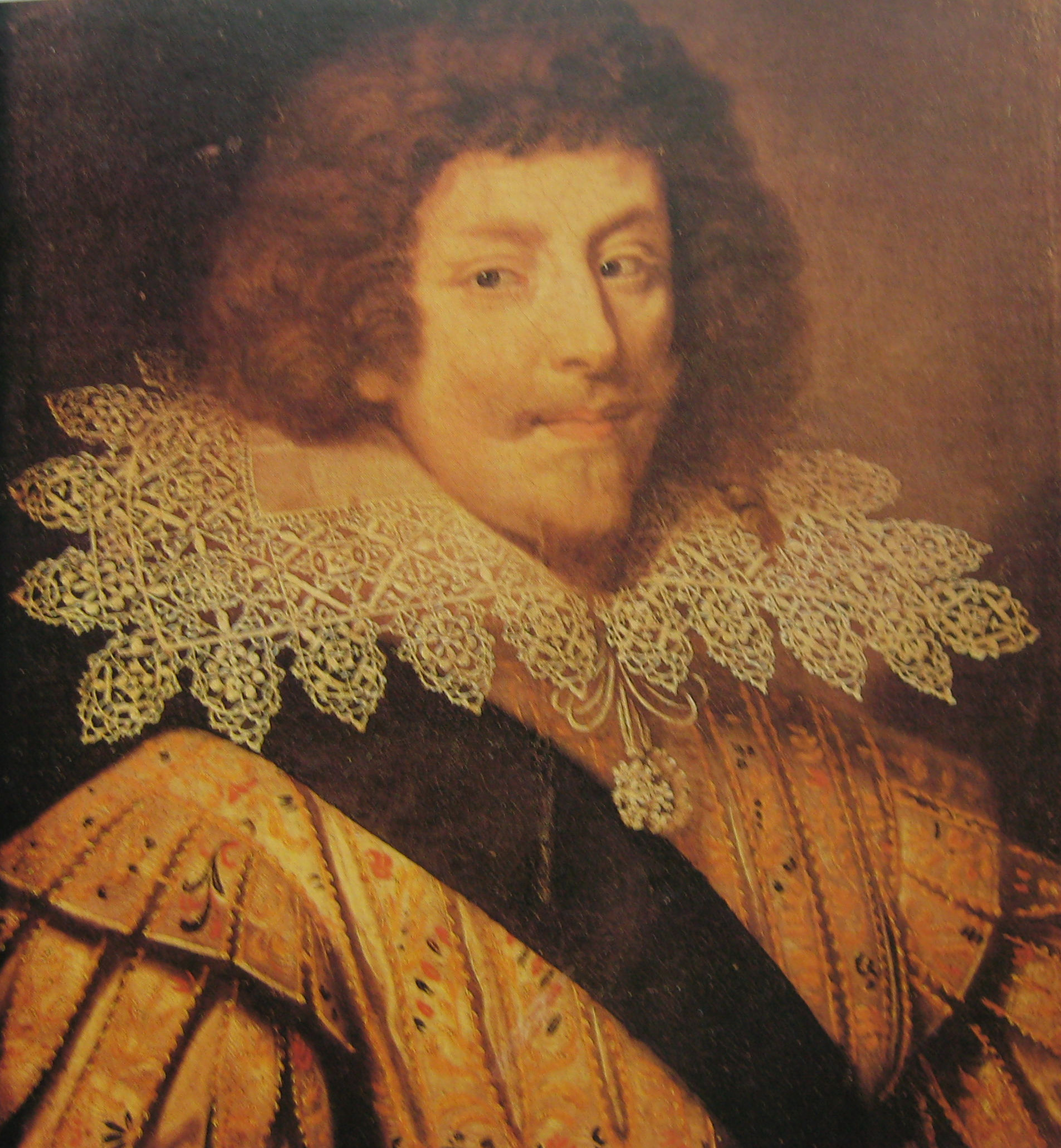
アンリ2世・ド・モンモランシー。金属の枠で顔の両側まで上げた衿。プント・イン・アリア (1625-1630年頃作画)

フランドルでは、この時代の肖像画によりレースの衿やフレーズが欠くことのできない装飾であることがわかる。16世紀末のフランドルでは、3段または4段のボビンレースのフレーズをつけ、ボンネットはニードルレースであった。
イギリスは過剰な装いの時代であり、エリザベス1世のフレーズは有名である。イギリスの男性はフランス男性と同じに、盆のような形の骨組みの取り付けたニードルレースの四角い大きな衿を好み、衿とお揃いのカフスやスカーフ、ハンカチを身に着けた。
フランス女性は控えめにレースを使い、レースをつける人を美しく見せるところにだけレースをつけた。
フレーズを飾る為には莫大な量のレースが必要となる。衣類や家具の装飾にも多量のレースが用いられ、当時の財産目録には色絹糸や金糸で作られたレースが載っているが、レース自体は殆ど現存していない。絹は麻より劣化しやすく、金属糸は再利用のため鋳鎔かされたと考えられる。

### 17世紀初頭以降

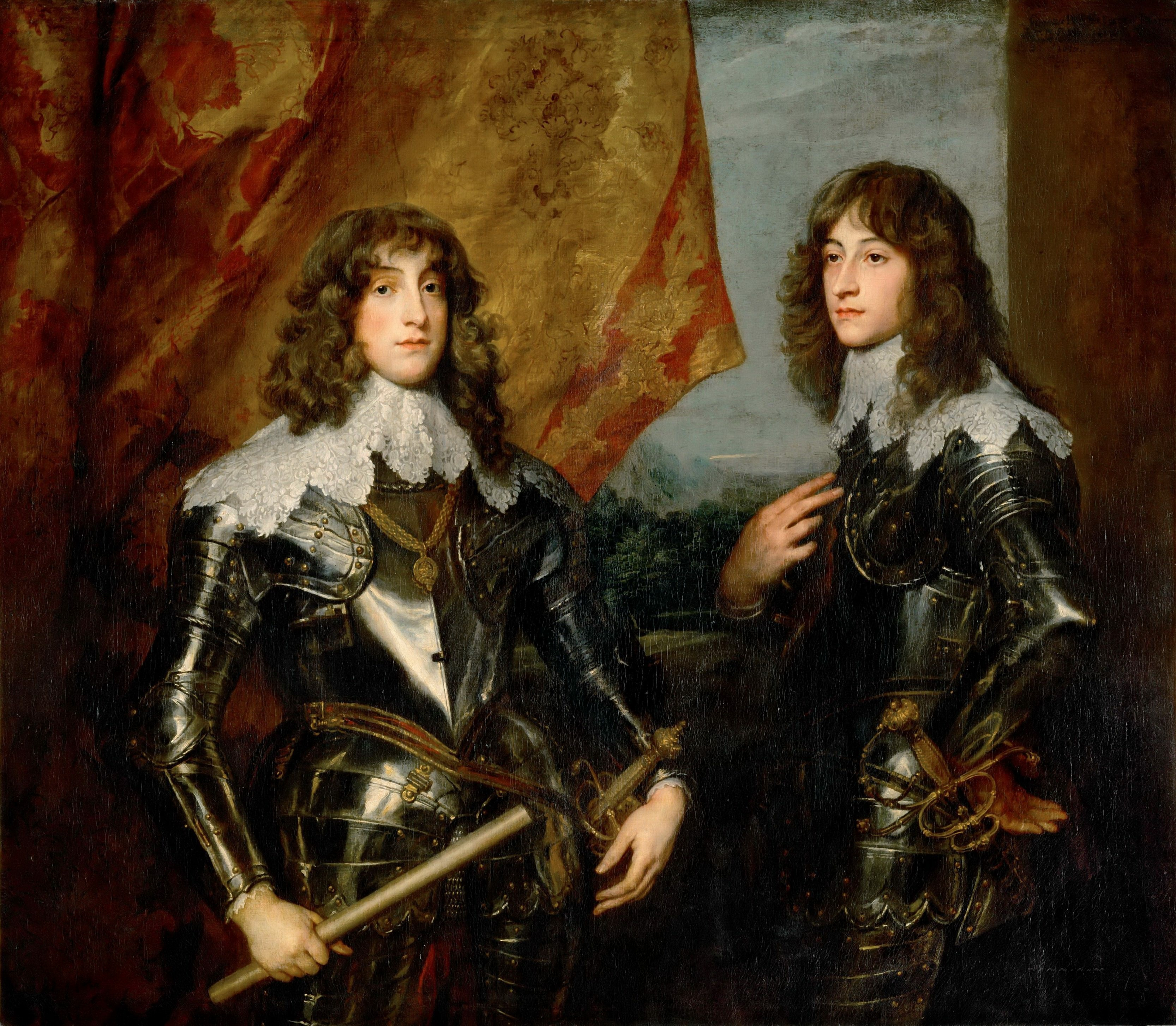
プファルツ選帝侯カール1世ルートヴィヒとループレヒト公子。甲冑の上にレースをつけた肖像。自然主義風のニードルレース (1645年頃作画)

1620年フレーズの長い歴史は終了し、肩の上に折り返した大きな衿が取って代わり、男女を問わず流行した。
軍人も甲冑の上にすばらしいレースをつけて肖像画を描くことをためらわなかった。
1630年代の市民の間では、男性のシャツに手を半ば隠すほどの幅広いレースのカフスをつけ、大きく折り返したブーツの上にもレースを重ねた。肩帯や、手袋・ふくらはぎ・靴のフリンジにも金レースを、キュロットの縫い目にも金レースをつけた。

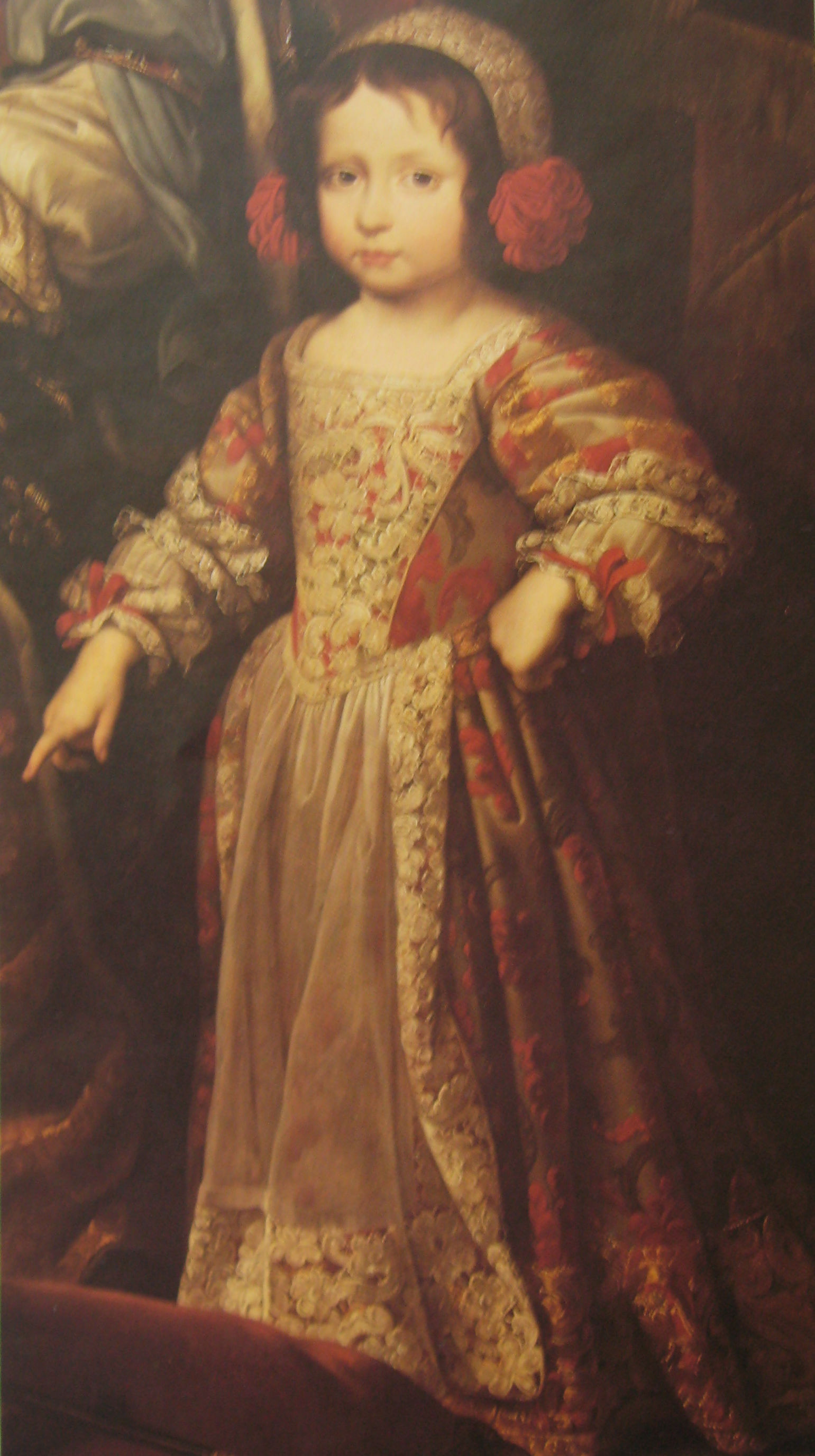
幼少のオルレアン公。7歳頃までは少女のように装った。グロ・ポワン・ド・ヴニーズのボンネット・胸当て・カフス・エプロン (原画1680年頃)

1630年から1650年の間、女性はあまりレースをつけなかった。特に、既婚女性は殆ど白のシンプルな布で作られたレースの縁取りの衿またはバーサ衿 (両肩に垂れかかるレースの衿) とお揃いのカフスなどがの唯一の装飾であった。
子供達にも大人と同じようにレースを身につけ、7歳までは男女の服は区別なかった。

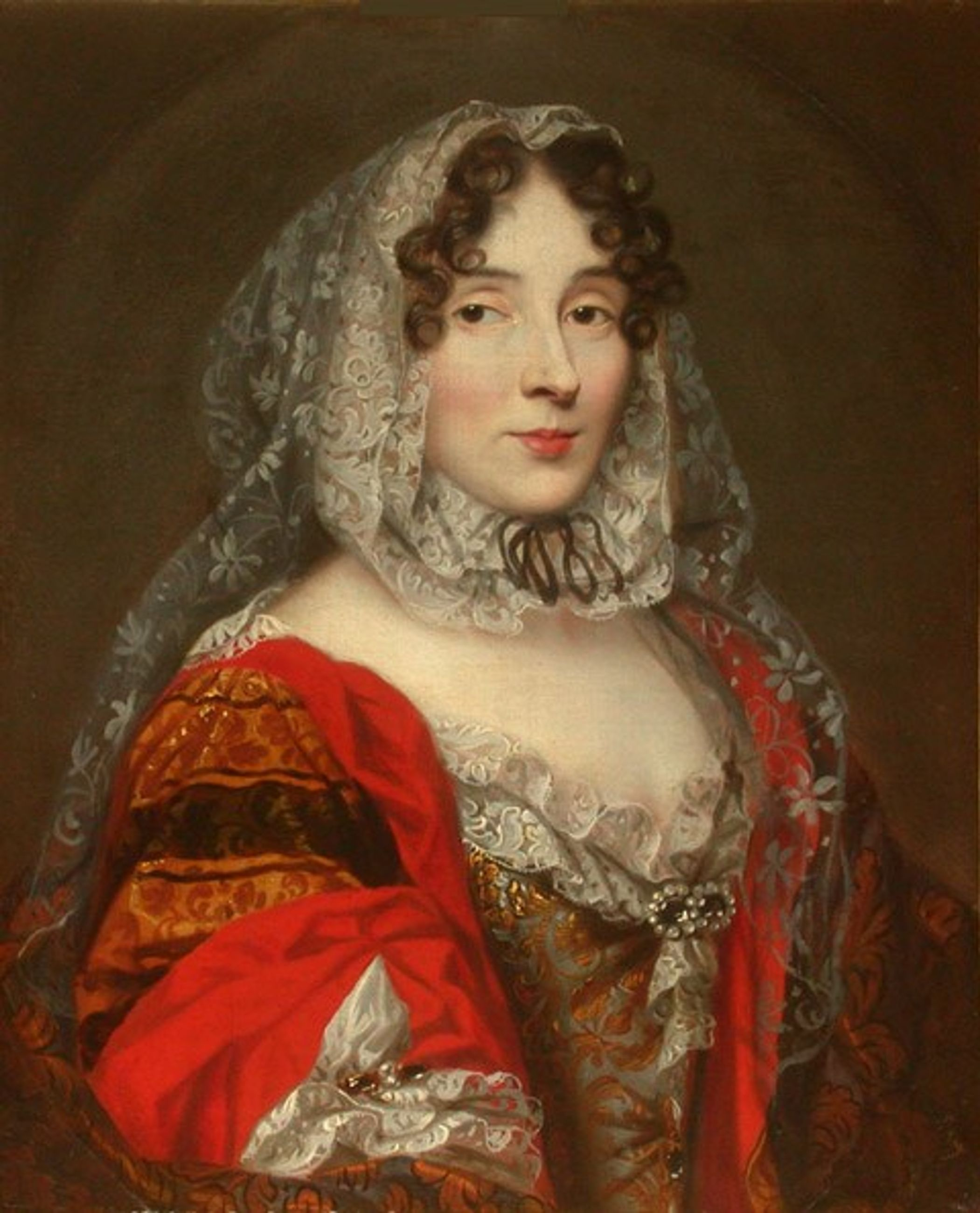
ユルザン公妃マリー＝アンヌ・ド・ラ・トレモイユ。グロ・ポワン・ド・ヴニーズのケープ・カフス・デコルテの飾り。頭にゴースのスカーフを掛けている (1670年頃作画)

1650年頃バロック趣味が装飾芸術にも影響を与え、重厚なレースを男性が身に着けた。
1654年に即位したルイ14世は、折り返った衿と揃いのカフス、ズボンのすそを隠すラングラーヴ（小さなスカート）、膝周りの飾りカノンなどを流行させた。グロ・ポワン・ド・ヴニーズを身に着けずに王宮には入ることができなかった。1667年の王室の家具目録によれば、王がヴェルサイユの大運河を散策に使用する小船のアルコーヴのカーテンは、グロ・ポワン・ド・ヴニーズであった。
宮廷の女性たちは、グロ・ポワン・ド・ヴニーズの男っぽさを巧みに利用した。グロ・ポワン・ド・ヴニーズの肩の周りやスカーフとして身につけた。両側ではしょり上げられたスカートからは、グロ・ポワン・ド・ヴニーズのペティコートが見えた。
1670年代、ポワン・ド・フランスの価値が認められ、大きなフリル飾りを特徴とするフランス宮廷の公式なスタイルとなった。大きな構図のレースが壁飾り・家具の装飾・高位聖職者の祭服の裾に使われた。
ポワン・ド・フランスの登場以降、ヴェネツィアのレース商人の在庫目録には、1671年にすでに、コルベール風レースがその店の最高金額商品として登場していた。
1970年～1990年頃には、ポワン・ド・フランスの大きなフリルは、ルイ14世の画家、ゴブランと王立家具製作所の所長であったシャルル・ルブランの影響を受けていた。この時代の全ての装飾美術はフランス宮廷の公式なスタイルと一致していた。ポワン・ド・フランスの幅広い襞飾りは質が高く非常に個性的で、厳密な意味でのエレガンスを示している。
1680年に登場したポワン・ド・ネージュはヴェネツィアが創作した最後のレースであった。レースのテクニックの中でも最もすばらしい、真似のできないものの一つであった。

### 18世紀

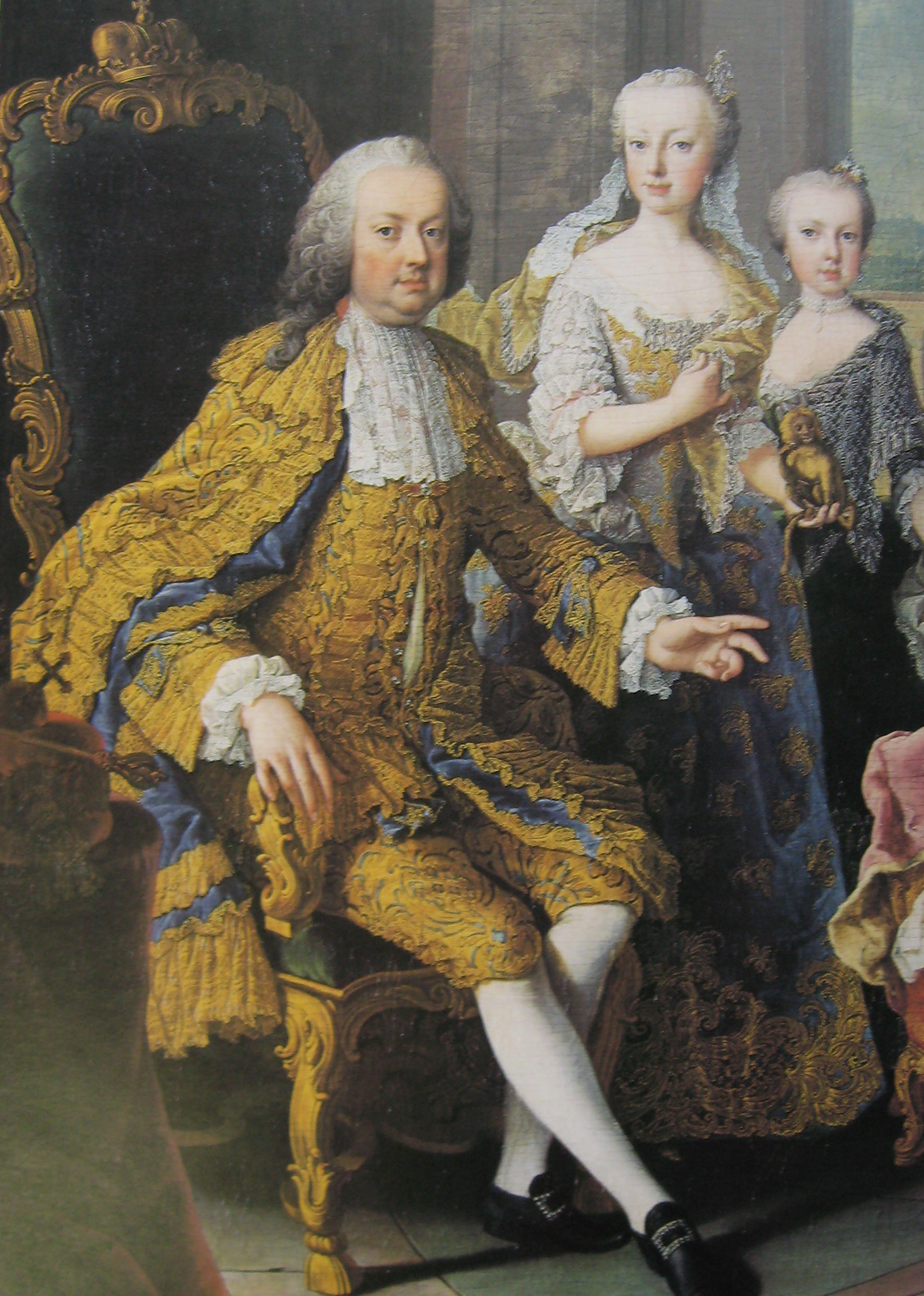
フランツ1世と子供達。マリー・アントワネットの父。ニードルポイントのクラヴァットとカフスをつけている。ケープ、上着、キュロットには金の大きなフリルのレースがついている。姉は肘から肩まで6段のニードルレースを、妹は銀糸ブロンドレースの袖つきカッシュ・コルサージュを着用している (1756年頃作画)

レースが地域ごとにその特徴をはっきりさせた世紀である。レースの原産地では技術的にも様式的にも非常高い品質のものが作成されたが、原産地以外でも模倣されレースの名前が必ずしも生産地を保障するものではなかった。
18世紀前半にはレースの需要が高く、あらゆる種類のレースが好んで用いられた。たっぷりとギャザーやプリーツを寄せたレースを身につけるようになり、次第に需要が増した。18世紀の服は金銀や色鮮やかな生地で作られており、白いレースは次第に地を透けてみせるようになり、豪華な布地を際立たせるのに役立った。レースは見えるように使われていた。
男性より女性がより多くレースを身につけるようになった。女性のボンネットはすべてレースで作られ、プリーツ入りのフリルが蝶の羽のように額の中央でつながる円いアーチ状に付き、頭頂部は丸くプリーツを寄せた小さなフリルが取り巻き、その下にレースの長方形の垂れ飾りが付いていた。
女性用のカフスは3重4重に取り付けられた。中央部分が幅広く作られ、後ろの方がエレガントに長くなった。
ローブのデコルテは必ず上向きにつけたギャザーを寄せたレースのフリルで縁取られていた。胸当ては金銀のレースで装飾されることが多かった。胴衣やローブの両脇には規則正しくプリーツを寄せたレースの長いフリルが裾まで付いていた。ペティコートの裾はギャザーを寄せたレースのフリルで縁取られていた。
化粧台は前世紀と同様にレースで飾られていた。化粧用のケープや部屋もレースで飾られていた。
レースは上流階級であることを知らせる特権的手段であった。
男性の服装は、レースを多くは身につけなくなったが、レースのシャボ・クラヴァット・カフスの揃いはおしゃれな男性のアクセサリーであった。18世紀末に向かって男性の服飾が女性と距離を置くようになり、紳士服がいわゆる男らしくなって行った。
1764年、優雅を決定付けたポンパドゥール夫人の死は、社会的・思想的変化と一致した。ロマン主義思潮により、時代は簡素化に向かっていった。女性は豪華な人形ではなくなり、清純と弱さのシンボルとなった。
1770年以降、レース需要の減少により、レース産業に大きな影響があった。アランソンでは、マリー・アントワネット王妃の注文により細々と制作が続いていた。王妃は逮捕直前の1792年8月にもレースを注文していた。
この時代のローブに付けられているレースは、編み目の大きなデザインの簡単な比較的短時間で作れる絹のブロンド・レースであった。ブロンド・レースはボビンレースであり、金銀糸のものを除き高価ではなく、フランスで多く生産された。ヴェネツィアでは、男女共通の「パウッタ」 (帽子のついた小さな肘丈のケープ) に黒絹のブロンドレースを多量に使った。スペインでは、マンテリャ用に多量に消費した。
フランス革命後、レース産地では細々とレースを作成していたが、連続模様の幅の狭いものがほとんどであった。フランス革命政府の、商務兼内務大臣サン＝ジュストは、レース生産を再開したいアランソン市議会に、1792年2月助成金の交付を承認した。ナポレオンは、コルベールと同様に商業的理由と国家的な威信を高める為にも、贅沢産業を奨励し、新しい帝室議典書では宮廷の公式レセプションには、男女共にレースの着用が義務付けられていた。ナポレオン自身も戴冠式でブーヴリ社に注文した、アランソンのシャボを身につけていた。

### 19世紀

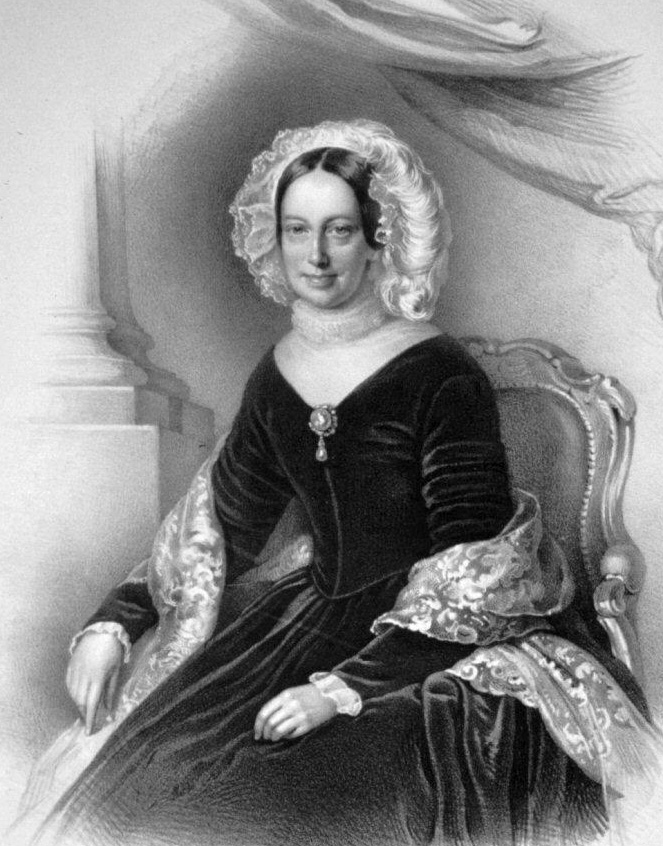
マリー・ルイーズ (1791-1847) 。ナポレオンの妻。ブリュッセルレースを始めあらゆるレースを所有した

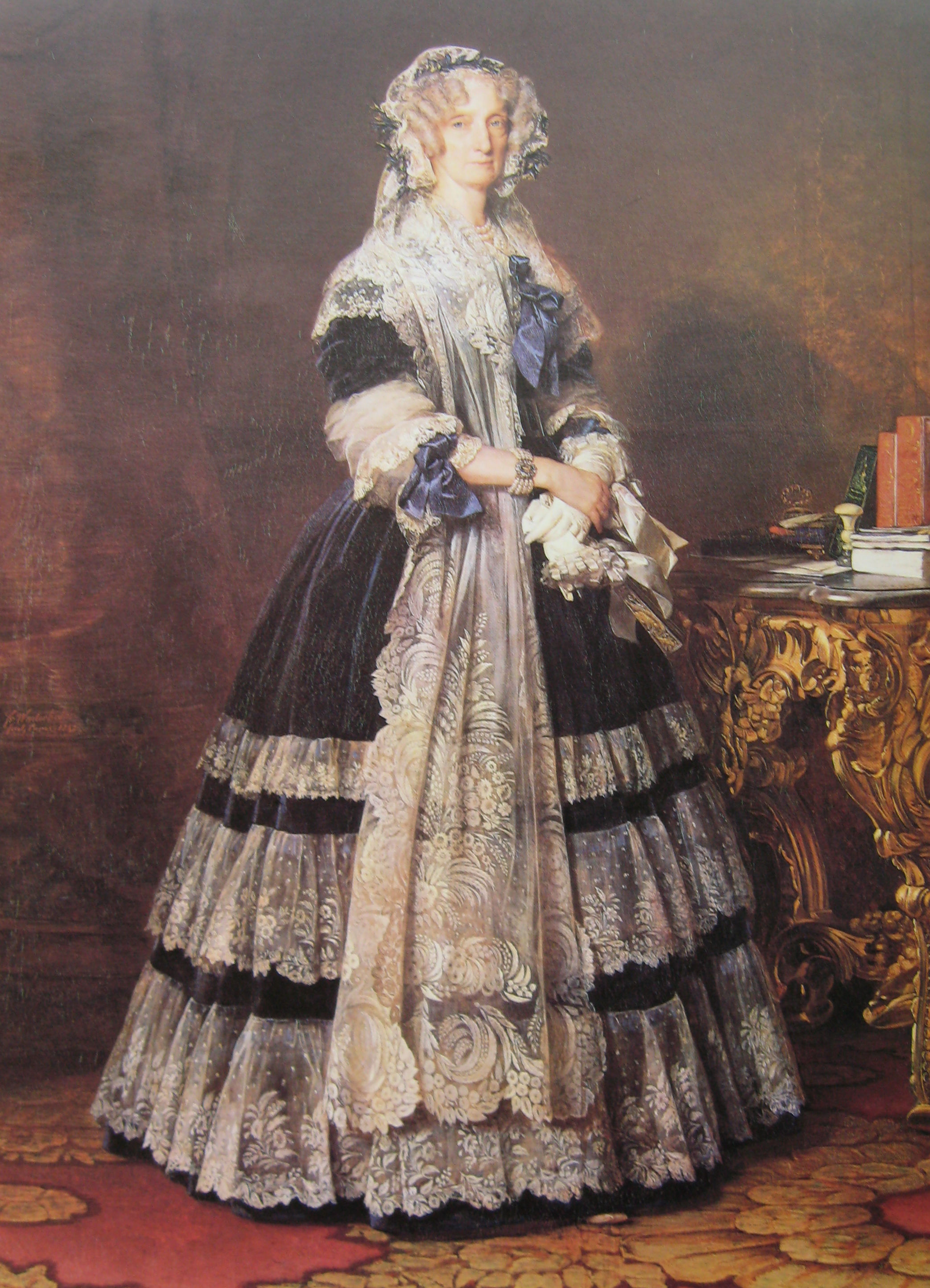
マリー・アメリー・ド・ブルボン (1782－1866) 。フランス王ルイ・フィリップの妻。ブロンド・レースの衣装とショールを身につけている

ナポレオンの2番目の妻、オーストリア皇女マリー・ルイーズは様々な種類のレースを所有していた。アランソンレースより、ブリュッセルレース（アングルテール）が多く后妃のリストに載っていた。ナポレオンが彼女に支給した8万フランのうち、およそ7万フランがレースとなった。レースが威光を持ち続けたのは帝室の注文によるところが大きい。
一方、ブロンドレースは、本物のレースとは違うものに発展していった。縁だけがモチーフで飾られた、一種のチュールレースとなり、フランスのシャンティイで1840年代まで生産された。
1809年、イギリス人ジョン・ヒースコートが機械レース生産技術の特許をとり、機械チュールが生産されるようになった。1812年、フランスのレース製造協会会長のド・ランスが帝政政府に、機械製チュール着用禁止の要請書を提出した。しかし、レースそのものではなく、レースの効果が一般に考えられる以上に流行していた。
19世紀初期には、宮廷や都市の服飾流行とは別に、農村地方の衣装にも影響を与えた。地方の農村ごとに近隣とは異なる様々な衣装を作り出した。従来の白いボンネットに変わり、頭につける衣装が発展し、地方によっては巨大になり、多くはレースで飾り立てられた。田舎風のレースが市民階級の女性の衣装に影響を与え、1830年によみがえった。
機械チュールの発展によって、アップリケの技法が誕生した。ミルクールとル・ピュイは、レース製造で活況を呈した。10万人以上のレース工女があらゆる種類のレースを作成していた。17世紀のレースをまねて作られたレースもあった。
1883年ドイツでケミカルレースが開発され、レリーフのある全てのレースの模造が可能となった。
ノルマンディーでは、中流資産家を対象としてレースを生産した。1850年から1970年に流行した巨大なクリノリンが、レースを発展させた。
アランソンやアルジャンタンのレースは、ナポレオン3世の妻ウジェニー・ド・モンティジョに好まれた。このレースの製造はフランスの大企業家オーギュスト・ルフェビュールの手により、専門化による分業で集約的に生産し、流行の変化にも対応できるようになった。手工的な技は機械レースとは区別され、讃えられていたが、次第に機械レースの熟練工が完璧に模倣できるようになり、区別は難しくなっていった。
当時レースの主要が大きく、本物のレースと同じ様に、模造品の市場が存在していた。ポワン・ド・ガースはアランソンレースの模造品であり、ブリュッセル特有のものであったが、ノルマンディーでも作られ始めた。19世紀に作られた、ベネツィア等の、17世紀ポワン・クペ（レテイセラ）やプント・イン・アリアの複製は、後の歴史家を混乱させることになった。
1870年に第二帝政が崩壊し、フランスでは経済的・社会的苦難が続いた。19世紀末にはレースは機械レースと同義語となり、手作りレースは芸術品となった。

### 20世紀
1920年ごろには、フランスのニードルレースは衰退したことは、1925年の装飾芸術博覧会にほとんど出品されなかったことで明らかになった。しかし、パリのマダム・シャベールによって創作されたニースレースは作品の仕上がり、デザインの独創性、当時の装飾芸術の巧みな取り入れ方で評判となった。しかし、機械レースがあらゆる種類のレースを生産し、手作りのニードルレースはフランスやイギリスの植民地で生産された。
第二次世界大戦により、ヨーロッパの手作りニードルレースは殆ど絶え、個人的な趣味としてかろうじて生き残っている。

## 用語

### レース技法関係
- ブロッド (brode) ：スカラップステッチでかがった糸の束。ニードルレースのレリーフを形成する。
- ブリッド (bride) ：スカラップステッチでかがった、または編んだモチーフ間の繋ぎ。
- レゾー (réseau) ：各モチーフをつなぐ網目またはブリッドの集合体。
- グランド (ground,fond) ：ブリッドまたは装飾モチーフの総合体。レースによって様々に創られた網目。

### 服飾関係
- フレーズ：円形の襞衿。1580年頃から1620年頃にかけてヨーロッパ中で貴族だけでなく市民階級の中にも流行した。
- ピエス・デストマ：胸当て。1550年頃から1770年頃まで形は変わらなかった。
- ラバ：折り返し衿。
- クラヴァット：首から下げた胸飾り。
- ジャボ：シャツにつけるネクタイ状の胸飾り。
- アンガジャント：カフス。
- ジュープ：ペティコート。
- バルブ：垂れ飾り。ボンネットの紐。

## 関連人物
- 森麗子